# Maranthes goetzeniana
Maranthes goetzeniana là một loài thực vật có hoa trong họ Cám. Loài này được (Engl.) Prance mô tả khoa học đầu tiên năm 1976.